# Журавлёвка (Липецкая область)
Журавлёвка — деревня в Становлянском районе Липецкой области. Входит в состав Лукьяновского сельсовета.

## История
В 1859 году отмечена как казённая деревня состоящая из 20 дворов. В 1997 году состояла из двух домохозяйств.

## Население
| 1859 | 1932 | 1997 | 2010 |
| ---- | ---- | ---- | ---- |
| 209  | ↗266 | ↘2   | ↘0   |